# Saccoploca nigrosticta
Saccoploca nigrosticta är en fjärilsart som beskrevs av W. Warren 1905. Saccoploca nigrosticta ingår i släktet Saccoploca och familjen Uraniidae. Inga underarter finns listade.